# Über die vierfache Wurzel des Satzes vom zureichenden Grunde
Über die vierfache Wurzel des Satzes vom zureichenden Grunde, in het Nederlands Over de viervoudige wortel van de wet van voldoende grond, is de in 1813 verschenen dissertatie van Arthur Schopenhauer. Het werk werd in 1847 herzien en uitgebreid. Schopenhauer noemde de dissertatie een voorwaarde om zijn hoofdwerk Die Welt als Wille und Vorstellung te lezen, en zou eraan zijn toegevoegd als het niet al eerder gepubliceerd was.

## Inhoud
In zijn dissertatie onderzoekt Schopenhauer de wet: alles heeft een grond. Deze wet valt uiteen in twee te onderscheiden vormen: oorzaak en reden. In de waarneembare wereld heeft alles een oorzaak, d.w.z. wanneer een natuurverschijnsel verandert heeft dit een oorzaak. Wat betreft wiskunde en logica heeft alles een reden.

### De aprioriteit van causaliteit
Kant bekende openlijk dat de hoofdaanleiding voor het schrijven van de Kritik der reinen Vernunft de sceptische aanval van Hume op het begrip "causaliteit" was. Hume had aangetoond dat de ervaring ons geen grond geeft om te beweren dat alles een oorzaak heeft. Om dit te omzeilen betoogde Kant dat we – a priori (voorafgaand) en onafhankelijk van de ervaring – vaste en zekere kennis hebben, waaronder het begrip causaliteit. Kant had proberen te bewijzen dat causaliteit a priori aan ons gegeven moet zijn.
De hoogleraar van Schopenhauer, G.E. Schulze, betoogde dat het bewijs van Kant niet voldeed. Schopenhauer ging hierin mee. Het was daarom aan de opvolgers van Kant om een correct bewijs te leveren voor de aprioriteit van causaliteit.

### De intellectualiteit van de aanschouwing

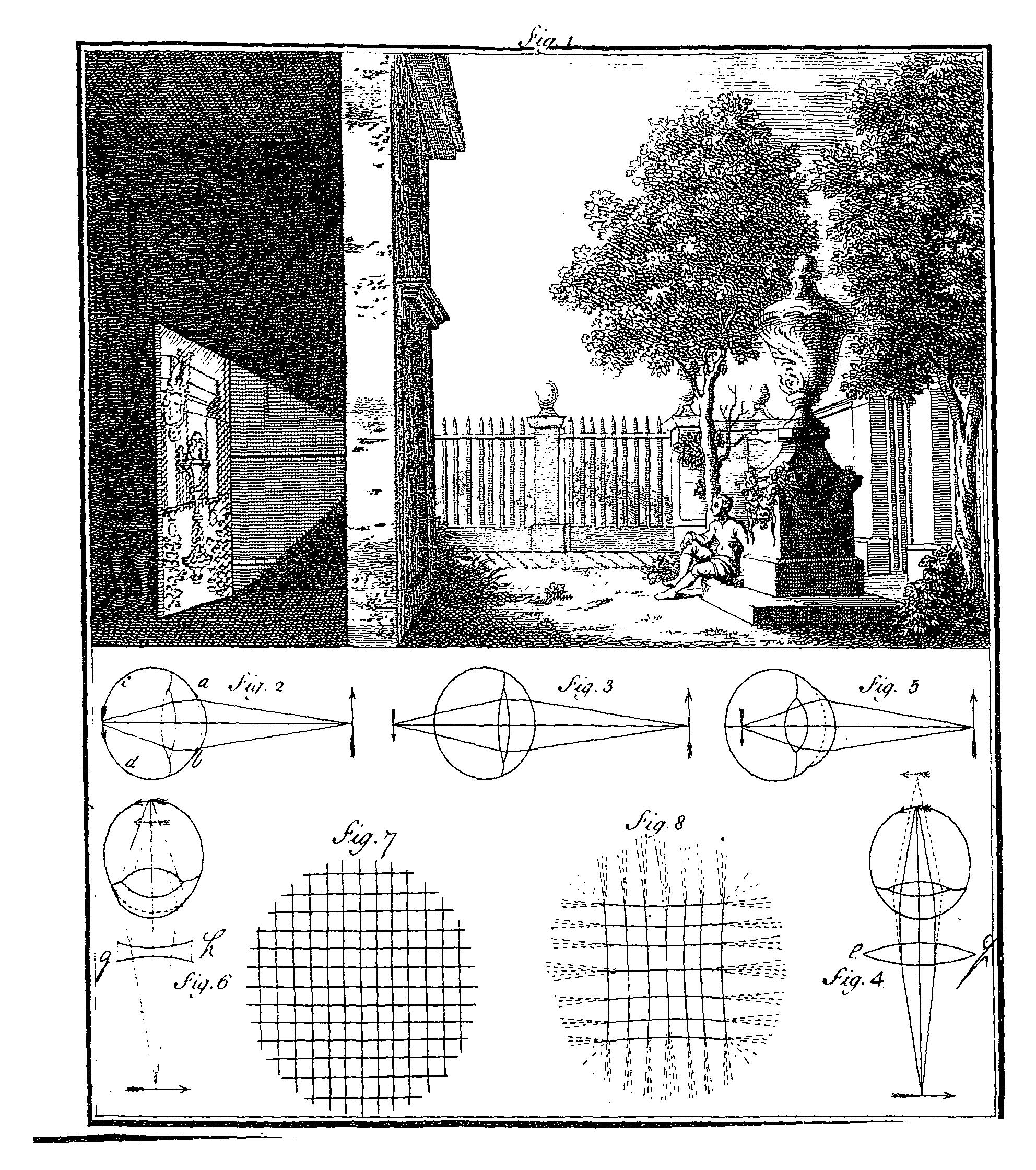
De data van het gezichtsvermogen worden door het verstand omgezet in een driedimensionaal beeld. Afbeelding uit James Ayscough, A Short Account of the Eye and Nature of Vision, (London, 1752), p. 30.

Hume's scepticisme berustte op de redenering dat causaliteit een uit de ervaring afkomstig begrip is, doordat aanschouwingen elkaar opvolgen.
Het was daarom zaak voor Schopenhauer om te onderzoeken hoe we überhaupt tot de aanschouwing van een buitenwereld komen. Alles wat immers onmiddellijk aan ons gegeven is, zijn zintuiglijke prikkels die zich beperken tot hooguit de uiteinden van onze huid. Ook de sensatie van ons gezichtsvermogen is niet meer dan een 2D-beeld, nog geen aanschouwing van een extern lichaam.
Hoe is het dan mogelijk dat we toch een buitenwereld aanschouwen? Met de data van onze zintuigen wordt een intellectuele operatie uitgevoerd, namelijk, het verstand herleidt de sensatie tot haar externe oorzaak. Het omgekeerde beeld dat wordt rechtgezet, de dubbele gewaarwording van de twee ogen die tot één object wordt herleid, dit alles doen onze zintuigen niet, maar het verstand. Aanschouwing is daarom niet slechts sensueel, zoals Locke en Hume aannamen, maar intellectueel.
Causaliteit is dus geen uit de ervaring afkomstig begrip door opeenvolgende aanschouwingen, maar een aanschouwing vooronderstelt al causaliteit. Nietzsche beschouwde – ook na zijn breuk met Schopenhauer – de intellectualiteit van de aanschouwing en de aprioriteit van causaliteit als onsterfelijke prestaties. Hij schreef het bewijs dus niet toe aan Kant maar aan Schopenhauer.